# Vlag van Seine-Maritime

Vlag van Seine-Maritime

De vlag van Seine-Maritime is de niet-officiële vlag van het Franse departement Seine-Maritime. Net als de meeste andere departementen van Frankrijk heeft Seine-Maritime geen officiële vlag, maar wordt de hier rechts afgebeelde vlag op niet-officiële wijze gebruikt. De vlag is afgeleid van het wapen van dit departement.
De vlag bestaat uit een rood veld, met een witte golvende dwarsbalk, tussen twee gouden luipaarden, met blauwe tongen en klauwen.
Het ontwerp toont die van de voormalige provincie Normandië met een golvende dwarsbalk die de Seine symboliseert. De vlag is geïnspireerd op het ontwerp van het wapen dat in 1950 is voorgesteld door Robert Louis.
Naast deze vlag is er een logovlag in gebruik.

Vlag van Normandië
Logovlag (variant 1)
Logovlag (variant 2)